# Batis d'Iringa
La batis d'Iringa (Batis crypta) és un ocell de la família dels platistèirids (Platysteiridae).

## Hàbitat i distribució
Habita la selva pluvial, clars i matoll de les muntanyes del sud-est de Tanzània, fins als 2200 m, i el nord de Malawi, a les muntanyes Misuku.